# Aeugst am Albis
Aeugst am Albis is een gemeente en plaats in het Zwitserse kanton Zürich, en maakt deel uit van het district Affoltern.
Aeugst am Albis telt 1704 inwoners (2007).